# Кюстендилско евангелие
Кюстендилското четвероевангелие е книжовен паметник на българската култура и ортография от 13 век.
Писано е на пергамент с уставно писмо и се състои от 61 листа. Правописът е двуредов, езикът носи характерните особености на югозападните говори. Съдържа непълен текст на Евангелие от Лука. Съхраняван е в библиотеката на Кюстендилското педагогическо училище, впоследствие е изгубен.
Първите 11 листа от ръкописа са публикувани в Периодическо списание на Българското книжовно дружество, а останалите – в Годишник на Софийски университет (т. ХХVІІ, 11, 1939 г., с.1-30) от Беньо Цонев.
В края на 1933 г. този ценен паметник на националната култура е предаден от библиотеката на Педагогическото училище в Кюстендил на Народна библиотека Кирил и Методий. По време на съюзническите бомбардировки на София и българските земи, оригиналните листа на Кюстендилското четвероевангелие изчезват и оттогава са в неизвестност, и се смятат за загубени.
Кюстендилското четвероевангелие е паметник и на рашката ортография. То съдържа като писмен паметник единствената рашка правописна особеност, развила се на сърбохърватска почва и пренесена на обратно – на изток в българските земи в т.нар. западни български земи. Тази особеност е удвояването на гласните  и  и добавянето на  след . Още през 12 век подобно удвояване се появява в средновековните писмени паметници на т.нар. зетско-хумска сръбска редакция на старобългарския език от латинския език по далматинското крайбрежие на т.нар. Албания Венета, за да отбележи дължината на гласните в местната славянска реч в т.нар. поморски средновековни сръбски земи. Тази особеност не е характерна до 13 век за т.нар. рашка писменост, обаче се появява от средата на 13 век и зачестява през следващия 14 век като знак, че крайната гласна в родителен падеж, множествено число, трябва да се чете дълго. 